# Mara Navarria
Mara Navarria (n. 18 iulie 1985, Udine, Friuli-Veneția Giulia, Italia) este o scrimeră italiană specializat pe spadă, laureată cu bronz mondial pe echipe în 2011 și în 2014, și vicecampioană europeană pe echipe în 2010.
A participat la Jocurile Olimpice de vară din 2012. La proba individuală, a pierdut în turul întâi cu americanca Maya Lawrence. La proba pe echipe, Italia a fost eliminată de Statele Unite în sferturile de finală și s-a clasat pe locul 7 după meciurile de clasare.

## Legături externe
- Prezentare Arhivat în 4 octombrie 2015, la Wayback Machine. la Confederația Europeană de Scrimă
- CVPDF la Federația Italiană de Scrimă
- en Mara Navarria la Olympedia.org